# Референдум в Швейцарии по продовольствию (1906)
Референдумы в Швейцарии по продовольствию проходил 10 июня 1906 года. Избирателей спрашивали одобряют ли они федеральный закон о продовольствии и основным биржевым товарам. Предложение было одобрено 62,6% голосов.

## Избирательная система
Референдум по федеральному закону был факультативными и требовал для одобрения лишь большинство голосов избирателей.

## Результаты
| Выбор                                | Голосов | %    |
| ------------------------------------ | ------- | ---- |
| За                                   | 245 397 | 62,6 |
| Против                               | 146 760 | 37,4 |
| Пустых бюллетеней                    | 9 363   | –    |
| Недействительных бюллетеней          | 1 897   | –    |
| Всего                                | 403 417 | 100  |
| Зарегистрированных избирателей/ Явка | 784 769 | 51,4 |
| Источник: Nohlen & Stöver            |         |      |